# Музей Марины Цветаевой (Усень-Ивановское)
Музей Марины Цветаевой — музей в селе Усень-Ивановское Белебеевского района Республики Башкортостан.
Директор музея — Татьяна Ивановна Тарасенко.

## История музея
Летом 1911 года в селе Усень-Ивановское лечились кумысом Марина Цветаева и её будущий муж, болеющий туберкулезом, Сергей Эфрон. Лето, проведенное на Усень-Ивановском заводе Белебеевского уезда, Марина Ивановна, несмотря на бытовые неудобства, считала «лучшим из всех … взрослых лет».
25 сентября 1993 года в селе в здании Усень-Ивановского лесничества открыт музей Марины Цветаевой, как литературно-художественный музей. Музей являлся филиалом Национального музея, с 2002 филиал Национального литературного музея. У дома, где жила М. Цветаева установлен мемориальный знак.

## Экспозиции

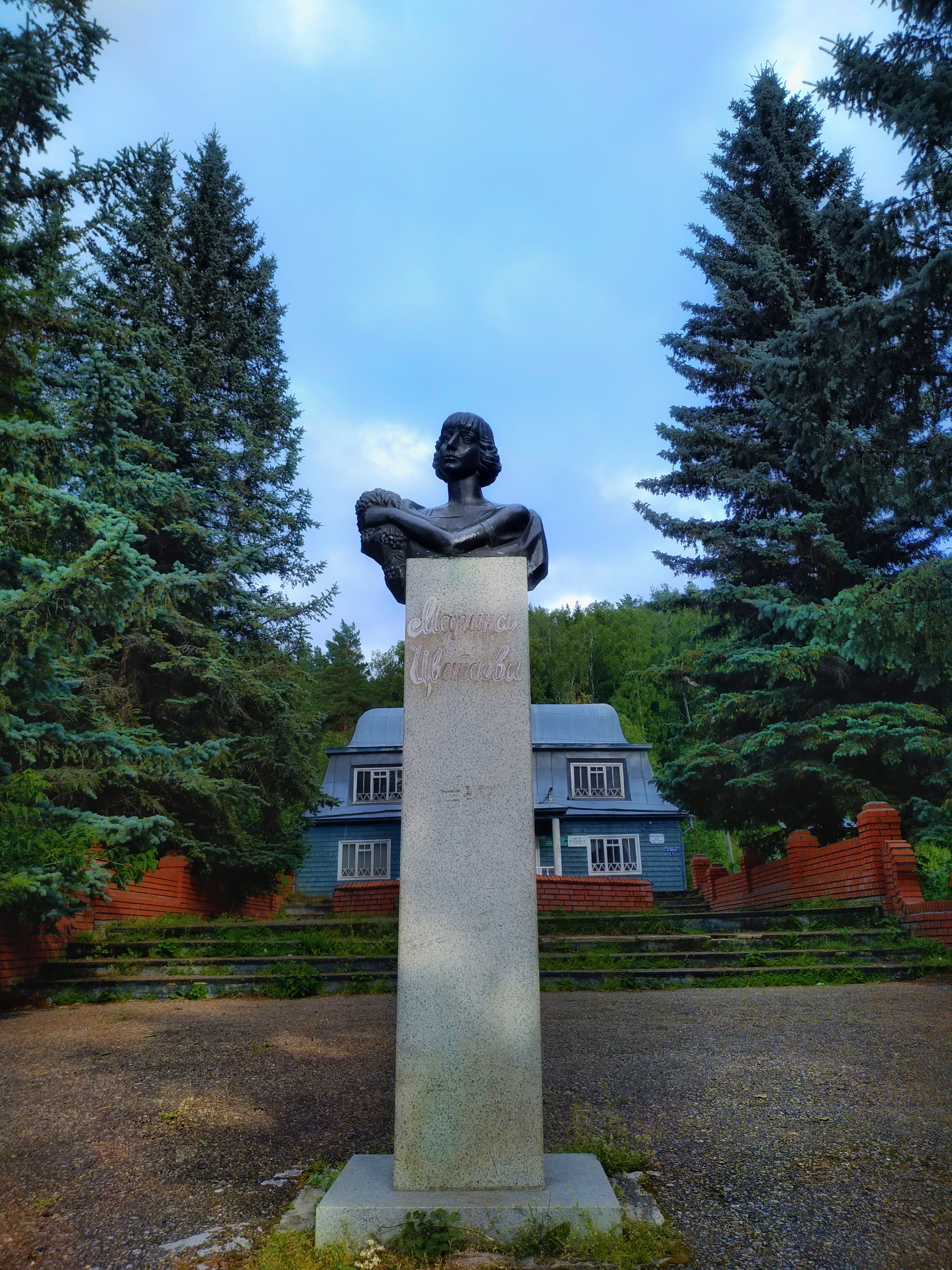
Памятник Цветаевой скульптора Ю. Ф. Солдатова

Фонды музея насчитывают более 1 тыс. единиц хранения, включая книги, портрет М. И. Цветаевой (художник. А. В. Шарабаров), фотоматериалы о жизни и творчестве, жизни поэтессы в селе на кумысолечении, картины художников РБ, историко-краеведческие и этнографические экспонаты. Часть материалов были подарены музею директором Центрального Дома-музея М. И. Цветаевой в Москве Э. С. Красовской.
В музейный комплекс входят: Пушкинский посад — сосновый бор, посаженный в 1899 году к 100-летию со дня рождения А. С. Пушкина; Цветаевская аллея из молодых сосен, посаженных в 1992 году; Девичий ключ — родник с водой, берущий начало в том месте, где по воспоминаниям старожилов, любила бывать и читать свои стихи Марина Цветаева; Пушкинская аллея (к 200-летию А. С. Пушкина); барский пруд на территории бывшего медеплавильного завода И. Осокина; старообрядческая церковь 19 века; памятный знак у дома, где жила М. Цветаева.
В музее проводятся выставки, ежегодные Цветаевские чтения — в рамках Республиканского Цветаевского праздника. В селе Усень-Ивановском есть и улица Марины Цветаевой.
В 1992 году около здания музея к 100-летию со дня рождения поэтессы установлен первый в России памятник Цветаевой скульптора Ю. Ф. Солдатова.